# Eddie Johnson (coureur)
Eddie Johnson (Richmond, Virginia, 10 februari 1919 - Cleveland, Ohio, 30 juni 1974) was een Amerikaans Formule 1-coureur. Hij nam deel aan 9 Indianapolis 500's tussen 1952 en 1960 en wist hierin 1 punt te scoren. Tijdens zijn Indy-carrière reed hij bijna 5000 mijl zonder een ronde te leiden. Alleen Chet Miller heeft meer gereden zonder aan kop te liggen.